# 655
Évszázadok: 6. század – 7. század – 8. század
Évtizedek: 600-as évek – 610-es évek – 620-as évek – 630-as évek – 640-es évek – 650-es évek – 660-as évek – 670-es évek – 680-as évek – 690-es évek – 700-as évek
Évek: 650 – 651 – 652 – 653 –  654 – 655 – 656 – 657 – 658 – 659 – 660

## Események

### Bizánci Birodalom
- II. Kónsztasz császár személyesen vezeti a bizánci flottát, hogy megtörje az arabok tengeri dominanciáját. Lükia partjainál az árbocok csatájában a császár vereséget szenved a muszlimoktól (bár mindkét fél nagy veszteségeket kénytelen elkönyvelni) és állítólag csak úgy tud elmenekülni a csatából, hogy ruhát cserél az egyik tisztjével. A keresztény krónikák szerint (a muszlimok nem említik) az arabok ezután ostrom alá veszik Konstantinápolyt, de amikor egy vihar elsüllyeszti hajóik nagy részét, visszavonulnak.
- A lemondatott I. Martinus pápát májusban a krími Kherszonészoszba száműzik, ahol szeptemberben meghal.

### Európa
- A pogány Penda merciai király nagy sereggel, gwyneddi és kelet-angliai vazallusai, valamint Œthelwald deirai király támogatásával Berniciára támad. A winwaedi csatában - részben szövetségesei menekülése miatt - vereséget szenved és Penda, valamint a kelet-angliai Æthelhere elesik az ütközetben. A győztes Oswiu berniciai király annektálja Észak-Merciát, déli részét pedig mint vazallusának átadja vejének, Peadának (Penda keresztény fiának). Oswiu - akit az angolszászok elismernek nagykirálynak, bretwaldának - elmozdítja Œthelwaldot Deira trónjáról és fiát, Alhfrithot helyezi oda. Kelet-Angliában Æthelhere koronája öccsére, Æthelwoldra száll.
- Peada Peterboroughban templomot alapít (a mai katedrális elődjét), Közép-Anglia egyik első keresztény központját.

### Kelet-Ázsia
- Kao-cung kínai császár gyermektelen felesége, Vang császárné féltékeny volt Hsziao ágyasra, aki fiút szült a császárnak. Ezért még 651-ben bemutatta férjének a szép Vut (a császár apjának, Taj-cungnak korábbi ágyasát) hogy kegyvesztetté tegye riválisát. Vu hamarosan Kao-cung kedvenc ágyasává válik és két fiuk is születik. 655-ben Vang és Hsziao egyesítik erőiket és közösen intrikálnak az új kegyenc ellen. Amikor Vu újszülött lányát megfojtják, Vu Vangot vádolja, majd boszorkányság vádjával Vangot és Hsziaot is bebörtönözteti. Vu lesz az új császárné és halálra kínoztatja ellenfeleit.
- Japánban öccse előző évi halálát követően másodszor is trónra lép Kógjoku császárnő (ezúttal Szaimei uralkodói néven).

## Halálozások
- szeptember 16. - I. Martinus, pápa[1]
- november 15. - Penda, merciai király
- november 15. - Æthelhere, kelet-angliai király

## Fordítás
- Ez a szócikk részben vagy egészben  a(z)   655 című angol Wikipédia-szócikk ezen változatának fordításán alapul.  Az eredeti cikk szerkesztőit annak laptörténete sorolja fel. Ez a jelzés csupán a megfogalmazás eredetét és a szerzői jogokat jelzi, nem szolgál a cikkben szereplő információk forrásmegjelöléseként.